# Microrregión de Valença
La microrregión de Valença es una de las  microrregiones del estado brasileño de la Bahia perteneciente a la mesorregión  Sur Baiano. Su población fue estimada en 2007 por el IBGE en 246.949 habitantes y está dividida en diez municipios. Posee un área total de 5.668,103 km².

## Municipios
- Cairu
- Camamu
- Igrapiúna
- Ituberá
- Maraú
- Nilo Peçanha
- Piraí do Norte
- Presidente Tancredo Neves
- Taperoá
- Valença